# Ellen Ammann
Ellen  Ammann, née le 1er juillet 1870 à Stockholm et morte le 23 novembre 1932 à Munich, est une femme politique, membre du Parti populaire bavarois et militante féministe allemande d'origine suédoise.
Pionnière du travail social moderne, elle crée une formation qualifiante pour les travailleurs sociaux.
En 1904, elle crée la branche munichoise de l'Association des femmes catholiques allemandes et, en 1911, la section bavaroise de cette association.
De 1919 à 1932, elle est députée au Landestag de Bavière pour le Parti populaire bavarois.
Ellen Amman est convaincue très tôt des dangers du nazisme. En janvier 1923, avec Anita Augspurg, Lida Gustava Heymann et une délégation de femmes, elle demande l'expulsion d'Adolf Hitler d'Allemagne. Elle contribue à faire échouer le putsch de la Brasserie en 1923, en alertant les membres du gouvernement et prenant des mesures adaptées.

## Biographie
Ellen Aurora Sundström est née à Stockholm, en Suède, le 1er juillet 1870. Elle l'aînée des deux filles de Carl Rudolf Sundström (1841-1889) et de Carolina Sofia Häggström (1849-1943). Son père est ornithologue et docteur en zoologie. Sa mère est journaliste et rédactrice étrangère au journal Stockholms-Tidningen (en). Sa sœur cadette est la peintre paysagiste suédoise Harriet Sundström (en) (1872-1961),,.
Ellen Sundström, bien que baptisée protestante, est élevée dans l'esprit de l'Église catholique par sa mère, qui s'est secrètement convertie à la foi catholique au Danemark en 1881. Ses parents lui permettent de fréquenter la Franska skolan (école française), destinée aux enfants de diplomates, où enseignent les sœurs de Saint-Joseph de Chambéry. À l'âge de 14 ans, Ellen Sundström se convertit à l'Église catholique romaine. Après avoir obtenu son diplôme d'études secondaires, elle souhaite étudier l'histoire pour enseigner mais, sur les conseils de son père, elle commence à étudier la gymnastique thérapeutique suédoise, développée par Pehr Henrik Ling. Lors de sa formation, elle rencontre l'orthopédiste allemand Ottmar Ammann, qui séjourne à Stockholm pour se perfectionner dans cette gymnastique et vit en sous-location avec la famille Sundström. Ils se marient à Stockholm en octobre 1890 et, conformément aux conventions sociales de l'époque, elle abandonne sa formation et s'installe à Munich avec son mari. Elle le soutient dans sa clinique orthopédique. Ils ont cinq fils et une fille,,.
A Munich, elle découvre les conditions sociales déplorables des personnes, et surtout les femmes, qui, au début de l'industrialisation, ont fui la campagne pour la ville dans l'espoir d'une vie meilleure.

### Formation au travail social
Ellen Ammann s'implique rapidement dans des œuvres caritatives. En 1895, elle est cofonde le Marianischer Mädchenschutzverein (Association mariale pour la protection des filles, nommée aujourd'hui Katholischer Verband für Mädchen- und Frauensozialarbeit). L'association gère des centres d'accueil et organise des enseignements destinées aux jeunes filles arrivant de la campagne pour trouver du travail et, ainsi les protéger des réseaux de prostitution. Elle donne naissance en 1897 à la première mission de gare catholique à Munich, qu'Ellen Amman dirige pendant plus de vingt ans,. 
Ellen Ammann reconnaît la nécessité de professionnaliser la formation des travailleurs sociaux, tant pour les professionnels à temps plein que pour les bénévoles. « Le travail social ne doit pas s'enfermer dans l'amateurisme, car il s'agit d'un travail responsable envers les personnes, plus que tout. ». Elle entreprend alors la création de l'École sociale et caritative des femmes à l'automne 1909, la plus ancienne école sociale catholique pour femmes d'Allemagne. Elle est soutenue dans cette initiative par Alice Salomon. Ellen Amman est directrice de cette école jusqu'en 1925. Sa fille Maria Ammann (de) la dirige de 1929 à 1961. Les femmes y reçoivent une formation professionnelle dans les métiers sociaux alors que jusque là les femmes n'avaient accès à une formation qualifiante que pour devenir enseignantes. Ellen Ammann y donne un cours sur les « Questions féminines et mouvement des femmes » une fois par semaine jusqu'à sa mort en novembre 1932. En 1970, l'école féminine à caractère social et caritatif est intégrée à l'Université catholique des sciences appliquées de Munich. 

### Droits des femmes
Ellen Amman est en relation étroite avec Anita Augspurg et Lida Gustava Heymann dont elle partage l'objectif d'une meilleure formation scolaire et professionnelle ainsi que l’égalité des droits pour les filles et les femmes. 
En 1904, Ellen Amman participe à la fondation de la branche munichoise de l'Association des femmes catholiques allemandes et en prend la présidence le 6 décembre 1904. En 1911, elle fonde l'Association régionale bavaroise de l'Association des femmes catholiques allemandes,. Le but de l'association est de rassembler les efforts caritatifs, sociaux et politiques des femmes catholiques, en particulier en faveur des groupes défavorisés (travailleuses à domicile, serveuses, ouvrières et domestiques). « Seuls ceux qui ne comprennent pas les signes des temps, ceux qui ne connaissent pas les liens du mouvement économique et social de notre temps, peuvent nier la nécessité d'une organisation des femmes catholiques. ». 
Pendant la Première Guerre mondiale, Ellen Amman est responsable de l'aide sociale de guerre à Munich avec Luise Kiesselbach (de).
En 1919, souhaitant offrir aux femmes catholiques une autre voie que celles traditionnelles d'épouses et mères ou de religieuses, elle fonde l'Association des femmes diacres catholiques (aujourd'hui : Institut séculier Ancillae Sanctae Ecclesiae). 

### Députée au Landtag de Bavière
Après l'introduction en Bavière du droit de vote et d'éligibilité pour les femmes en novembre 1918, Ellen Ammann est une des huit femmes élues au Landtag de Bavière en 1919. Elle y siège  pour le Parti populaire bavarois durant 4 législatures, de 1919 à 1932. Elle est membre de plusieurs commissions dont la promotion des femmes et des familles, la protection sociale et le système de santé,.

### Opposante au nazisme
Très tôt, Ellen Amman se préoccupe de la montée du national-socialisme. En 1923, elle fait campagne, avec les militantes des droits des femmes Anita Augspurg et Lida Gustava Heymann, pour faire expulser Adolf Hitler, qui est autrichien,. 
Le 8 novembre 1923, elle découvre par hasard les projets de coup d'État des partisans d'Adolf Hitler. Elle en informe immédiatement les membres du gouvernement et du Parti populaire bavarois et les rassemble dans son école de la Theresienstrasse. Le soir même, ils déclarent le putsch, crime de guerre. Elle fait amener des unités de la Reichswehr à Munich et organise le transfert des membres du gouvernement vers Ratisbonne. Son rôle dans l'échec du putsch de la Brasserie est aujourd'hui considéré comme déterminant par les historiens, comme Sabine Schalm et Gerlinde Wosgien, bien que son nom soit rarement mentionné : « Dans une histoire écrite par des hommes, les femmes n'avaient aucun rôle »,.
Le Centre de documentation sur l'histoire du national-socialisme de Munich compte désormais Ellen Ammann parmi les premiers résistants au national-socialisme, tout comme la Maison de l'histoire de la Bavière (de) à Augsbourg.
En 1925, elle déclare, dans un discours :

« Le résultat des élections régionales en Bavière devrait donner matière à réflexion aux femmes. [...] La population urbaine pauvre [...] court après chaque nouveau prophète dont elle attend une amélioration. Sans vérifier, elle croit en de belles paroles. [...] Une fois que ce « nouveau » parti aura son mot à dire dans les parlements, il deviendra clair qu'il n'est pas en mesure d'améliorer la situation de la patrie, oui, nous avons toutes les raisons de craindre que leur politique soit désastreuse, en particulier pour notre patrie bavaroise. 
… »

Ellen Amman ne vit pas l'arrivée au pouvoir des nazis : elle meurt dans la nuit du 23 novembre 1932 d'un accident vasculaire cérébral à l'âge de 62 ans après un débat au Parlement épuisant sur la situation des familles nombreuses. De nombreuses personnalités et des centaines de femmes de la Ligue des femmes catholiques venues de toute la Bavière assistent à ses funérailles au Alter Südfriedhof,.
Mais les nazis n'ont pas oublié sa résistance au putsch de 1923 : ils font détruire en 1933 les 60 000 exemplaires imprimés de sa biographie publiée par Marie Amelie von Godin par un proche.

## Hommages
- Des rues portent le nom d'Ellen Amman à Bamberg, Ingolstadt, Munich et Ratisbonne[11].Une maison d'enfants de Munich porte également son nom.
- En 1914, Ellen Amman est honorée de l'ordre papal Pro Ecclesia et Pontifice pour son engagement social et caritatif[4].
- Depuis 2013, un « Prix Ellen Ammann » est décerné par l'Association des femmes catholiques allemandes de Bavière[12]
- Depuis 2022, une exposition permanente est présentée au siège de l'Association des femmes catholiques allemandes de Bavière sur la vie et l'œuvre d'Ellen Amman[4].
- A l'occasion du 150e anniversaire d'Ellen Ammann, en 2020, l'Association des femmes catholiques allemandes de Bavière, soutenue par l'évêque auxiliaire de Munich Wolfgang Bischof, demande au cardinal Reinhard Marx d'initier le processus de béatification. Un certain nombre d'organisations soutiennent cette demande[13].